# Andriasa
Andriasa este un gen de molii din familia Sphingidae. 

## Specii
- Andriasa contraria - Walker, 1856
- Andriasa mitchelli - Hayes, 1973